# Pál Ranschburg
Pál Ranschburg (ur. 3 stycznia 1870 w Győrze, zm. 13 stycznia 1945 w Budapeszcie) – węgierski psycholog, neurolog i psychiatra.
Syn rabina Salomona Ranschburga. Studiował medycynę na Uniwersytecie w Budapeszcie, następnie uczył się u Wilhelma Wundta w Lipsku. W 1899 założył pierwsze laboratorium psychologii doświadczalnej na Węgrzech. W 1918 mianowany profesorem psychologii w Budapeszcie. W 1928 założył Węgierskie Towarzystwo Psychologiczne. Na jego cześć nazwano opisane przezeń zjawisko Ranschburga.